# Список правителей Наварры

Герб королей Наварры с 1212 г. В настоящее время употребляется в качестве герба французской Нижней Наварры и городка Донапалеу (Сен-Пале) в Нижней Наварре (Пиренеи Атлантические).

Это список королей Памплоны, впоследствии Наварры. Памплона, название столицы, употреблялось как единственное или основное название королевства до унии с Арагоном (1076—1134). Однако территориальное обозначение Наварра вошло в употребление в качестве альтернативного имени в конце X века, хотя употреблялось значительно реже. Арагонские короли создали графство под названием Наварра в центральной части королевства Памплона. После восстановления независимости (с 1134 г.) королевство именовалось Наварра.

## ДинастияИньигес(ок.824—905)
| Династия Иньигес Династия Иньигесов основала Наваррское королевство (в Памплоне) около 824 года после успешного восстания против власти Франкской империи Каролингов. - 824—852 Иньиго I Ариста - 852—870 Гарсия I, сын, регент во время паралича Иньиго в 842—852 гг. Первым из правителей Наварры / Памплоны принял королевский титул - 882—905 Фортун I Одноглазый, сын, в плену в Кордове в 860—880 гг. |  | Династия Хименес Династия Хименес играла роль соправителей Иньигесов бо́льшую часть IX века. В конце концов, Хименесы сами заняли наваррский трон; эти монархи перечисляются ниже. - ???—??? Химено I, вместе с Иньиго Аристо посылал послов к франкскому двору в 850 г. - 870—882 Гарсия II, сын, правил сначала в «другой части королевства», по-видимому, в качестве соправителя Гарсии I, а после его смерти — король всей Наварры - 882—905 Иньиго II, сын, соправитель Фортуна Гарсеса |

| Династия Хименес |                      |                                   |                                         | |
| | Санчо I Гарсес       | ок. 860 — 11 декабря 925          | 905—925                                 | Сын Гарсии II Хименеса. Его супруга Тода была внучкой короля Фортуна Гарсеса |
| | Химено II Гарсес     | ? — 29 мая 931                    | 925—931                                 | |
| | Гарсия I Санчес      | ок. 919 — 22 февраля 970          | 931—970                                 | |
| | Санчо II Абарка      | не ранее 935 — декабрь 994        | 970—994                                 | |
| | Гарсия II Санчес     | ок. 964 — 29 июля 1000            | 994—1000                                | |
| | Санчо III            | ок. 985 — 18 октября 1035         | 1004—1035                               | |
| | Гарсия III           | ? — 15 сентября 1054              | 1035—1054                               | |
| | Санчо IV             | ? — 1076                          | 1054—1076                               | |
| После убийства Санчо IV Наварра была поделена между его двоюродными братьями Альфонсо VI Кастильским и Санчо Рамиресом Арагонским. Последний и стал королём, в результате чего Наварра оказалась под полувековым арагонским владычеством.      |                      |                                   |                                         | |
| | Санчо V              | ок. 1042/1043 — 4 июня 1094       | 1076—1094                               | |
| | Педро I              | ок. 1068/1069 — 27 сентября 1104  | 1094—1104                               | |
| | Альфонсо I Воитель   | 1073 — 7 сентября 1134            | 1104—1134                               | |
| Смерть Альфонсо привела Арагон к кризису престолонаследия, чем воспользовалась наваррская знать, восстановившая независимое государство и короновав внучатого племянника (через родство незаконнорожденного сводного брата), убитого Санчо IV. |                      |                                   |                                         | |
| | Гарсия IV            | ? — 1150                          | 1134—1150                               | |
| | Санчо VI             | ? — 27 июня 1194                  | 1150—1194                               | |
| | Санчо VII            | ? — 1234                          | 1194—1234                               | |
| Династия графов Шампани |                      |                                   |                                         | |
| | Теобальдо I Великий  | 3/30 мая 1201 — 8 июля 1253       | 1234—1253                               | |
| | Теобальдо II         | 1238 — 4 декабря 1270             | 1253 — 4 декабря 1270                   | |
| | Генрих I Толстый     | ок. 1244 — 22 июля 1274           | 1270 — 22 июля 1274                     | |
| | Иоанна I             | 17 апреля 1271 — 4 апреля 1305    | 22 июля 1274 — 4 апреля 1305            | |
| Династия Капетингов |                      |                                   |                                         | |
| | Филипп I Красивый    | апрель/июнь 1268 — 29 ноября 1314 | 1284—1305                               | Совместно с Иоанной I |
| | Людовик I Сварливый  | 4 октября 1289 — 5 июня 1316      | 4 апреля 1305 — 5 июня 1316             | |
| | Иоанн I Посмертный   | 15 ноября 1316 — 20 ноября 1316   | 15 ноября 1316 — 20 ноября 1316         | Родился через несколько месяцев после смерти отца и сразу был провозглашён королём, однако король-младенец умер уже через 5 дней сразу после крещения.                                                                                |
| | Филипп II Длинный    | 17 ноября 1291 — 3 января 1322    | 20 ноября 1316 — 3 января 1322          | |
| | Карл I Красивый      | 18 июня 1294 — 1 февраля 1328     | 3 января 1322 — 1 февраля 1328          | |
| | Жанна (Хуанна) II    | 28 января 1312 — 6 октября 1349   | 1 февраля 1328 — 6 октября 1349         | |
| Династия Эврё |                      |                                   |                                         | |
| | Филипп III           | 27 марта 1306 — 23 сентября 1343  | 1 февраля 1328 — 23 сентября 1343       | Совместно с Жанной (Хуанной) II |
| | Карл II Злой         | 10 октября 1332 — 1 января 1387   | 6 октября 1349 — 1 января 1387          | |
| | Карл III Благородный | 22 июля 1361 — 8 сентября 1425    | 1 января 1387 — 8 сентября 1425         | |
| | Бланка I             | 6 июля 1387 — 1 апреля 1441       | 8 сентября 1425 — 1 апреля 1441         | Вместе с супругом Иоанном II Великим (1425—1479), он же король Арагона |
| Династия Трастамара |                      |                                   |                                         | |
| | Хуан II              | 29 июня 1397 — 20 января 1479     | 1425—1479 (де-факто) 1425—1441 (де-юре) | до 1441 г. совместно с Бланкой |
| | Карл IV Вианский     | 29 мая 1421 — 23 сентября 1461    | 1441—1461                               | Старший сын и наследник короля Хуана II Арагонского, конфликтовавший с ним за право именоваться королём Наварры |
| | Бланка II Наваррская | 9 июня 1424 — 2 декабря 1464      | 23 сентября 1461 — 2 декабря 1464       | Титулярная королева Наварры, была дочерью Хуана II Арагонского и Бланки I Наваррской, кроме этого, по браку, она была инфантой Кастилии и Леона                                                                                       |
| | Леонора              | 2 февраля 1426 — 12 февраля 1479  | 28 января 1479 — 12 февраля 1479        | Регентша в 1455—1479 годах |
| Династия Фуа |                      |                                   |                                         | |
| | Франциск Феб         | 1467 — 30 января 1483             | 12 февраля 1479 — 7 января 1483         | |
| | Екатерина де Фуа     | 1468—1517                         | 7 января 1483 — 12 февраля 1517         | Путём брака передала наваррскую корону в дом Альбре, что привело к гражданской войне и оккупации значительной части королевства испанцами.                                                                                            |
| | Жан де Фуа           | 1450—1500                         | 1483—1497                               | Претендент на Наваррский престол. Не признал королевой Екатерину, ссылаясь на Салический закон. В 1497 отказался от своих претензий в пользу сына.                                                                                    |
| | Гастон де Фуа        | 10 декабря 1489 — 11 апреля 1512  | 1497 — 11 апреля 1512                   | |
| | Жермена де Фуа       | 1488 — 18 октября 1538            | 1512 — 18 октября 1538                  | Опираясь на её права, её муж Фердинанд II, король Арагона претендовал на Наваррский престол и был коронован королём Наварры в 1512, завоевав большую её часть.                                                                        |
| Династия Альбре |                      |                                   |                                         | |
| | Жан III д’Альбре     |                                   | 1484—1516                               | Совместно с Екатериной. В 1512 г. он был побеждён Фердинандом II Арагонским, который после этого присоединил южную Наварру к владениям Арагонской короны и короновался её королём. Эту линию см. в списках королей Арагона и Испании. |
| | Генрих II Наваррский | 1503—1555                         | 1516—1555                               | |
| | Иоанна III           | 1528—1572                         | 1555—1572                               | Вместе с мужем Антуаном де Бурбон (1555—1562), он же герцог Вандомский |
| Династия Бурбонов |                      |                                   |                                         | |
| | Антуан де Бурбон     | 1518—1562                         | 1555-1562                               | |
| | Генрих III           | 1553—1610                         | 1572—1610                               | Он же король Франции Генрих IV, сын Иоанны |
| | Людовик II           | 1601—1643                         | 1610-1620                               | Он же король Франции Людовик XIII |

Генрих III Наваррский стал королём Франции Генрихом IV, и с этого времени корона Наварры перешла к королям Франции. В 1620 г. Нижняя Наварра включена в состав Франции, хотя французские короли продолжали носить титул Король Наварры до 1791 г.; впоследствии он был восстановлен с 1814 по 1830 г. в период Реставрации.
Претенденты на трон Испании из карлистской ветви Бурбонов использовали испанскую Наварру как оплот в годы т. н. Карлистских войн, но они равным образом претендовали на все титулы испанской короны.

## Нынешние претенденты
- Принц Педро Бурбон-Сицилийский является претендентом на трон королевства Наварра после смерти его бабушки по отцовской линии Алисы, герцогини Калабрийской[2].
- Луис Альфонсо, герцог Анжуйский — нынешний легитимистский претендент на трон Франции и Наварры. Его претензия на наваррскую корону основывается на изменённом порядке престолонаследия (в соответствии с салическим законом), введенном в действие Людовиком XIII.
- Принц Жан Орлеанский — нынешний претендент на трон Франции и Наварры от партии орлеанистов.
- Филипп VI, царствующий король Испании (которой принадлежит основная часть исторической наваррской территории), носит титул король Наварры как часть его расширенной титулатуры, унаследованной от прежних монархов Испании (королей Кастилии и Арагона).

## Комментарии
1. ↑  По другим данным, умер в 1004 году.
2. ↑  Некоторые источники приводят 970 год, другие — 992 год.
3. ↑  Коронован 27 июня 1350
4. ↑  Коронована 15 мая 1429